# Stefanówka (obwód iwanofrankiwski)
Stefanówka (ukr. Стефанівка, Stefaniwka) – wieś na Ukrainie w rejonie rohatyńskim obwodu iwanofrankiwskiego.
Wieś założona w XVIII w.